# Claire Guttenstein
Claire Guttenstein (née Frick puis Guttenstein, puis Gutt le 19 septembre 1886 à Saint-Josse-ten-Noode et morte en avril 1948 à Jette) est une nageuse belge du début du XXe siècle. 

## Biographie
Claire Marie Frick, née le 19 septembre 1886 à Saint-Josse-ten-Noode, est la fille d'Henri Frick, bourgmestre libéral de Saint-Josse-ten-Noode et de Marie Louise Schamps. Au cours de ses études, elle rencontre l'économiste Camille Guttenstein (qui changera son nom en « Gutt » en 1922) qu'elle épouse le 26 août 1906 à Saint-Josse-ten-Noode. Ils auront trois enfants. Elle perd deux de ses fils pendant la Seconde Guerre mondiale : Jean-Max en 1941 et François en 1944. Son fils cadet, Etienne Gutt (id), participe à l'effort de guerre en tant qu'officier de la force aérienne. Il est ensuite professeur de droit à l'Université libre de Bruxelles (ULB) et finit sa carrière en qualité de président de la Cour constitutionnelle belge.

### Carrière sportive
Claire Guttenstein remporte cinq fois la coupe de Belgique en 100 mètres nage libre (1909-1912, 1919),. Du 2 octobre 1910 au 29 septembre 1911, elle est la détentrice du record du monde au 100 mètres nage libre, avec un temps de 1 min 26 s 06. Durant cette période, elle est connue pour gagner de nombreuses courses contre des hommes. En 1909, elle remporte la traversée de Bruxelles à la nage (2 kilomètres), s'imposant devant la Française Blanche Michel,.
Elle est membre du club de natation d'Ixelles.
Elle participe aux Jeux olympiques de Stockholm en 1912. Elle termine à la 5e place des qualifications du 100 mètres nage libre, et est éliminée de la compétition. Elle est la première femme à concourir pour la Belgique aux Jeux olympiques.

### Seconde Guerre mondiale
En 1940, elle convainc Camille Gutt, son mari, de quitter la Belgique et de s'installer à Londres, où il joue un rôle important dans le gouvernement Belge en exil. Elle reste à Bruxelles et est responsable de l'association caritative Secours d'hiver. Elle vient également en aide aux résistants et réfractaires en apportant notamment par son aide financière ainsi qu'à un groupement clandestin de secours et de défense pour ecclésiastiques. 